# 萨苏埃拉宫
萨苏埃拉宫（[paˈlaθjo ðe la θaɾˈθwela]），又译萨尔苏埃拉宫或查瑞拉宫，是位于马德里市西北部郊区的一座宫殿，现在是西班牙費利佩六世国王和莱蒂西亚王后一家人的住所。萨苏埃拉宫归西班牙国家所有，由名为“国家财产”的国家机构负责管理。

## 历史
1627年，腓力四世国王下令在马德里西郊的萨苏埃拉建一座乡村别墅或猎区宮殿。萨苏埃拉的语源是“zarzas”，指生长有黑莓等浆果的灌木丛，萨苏埃拉是它的指小词。它是萨苏埃拉歌剧的发源地。
萨苏埃拉宫原先是一幢矩形的石板屋顶建筑，有两个横向拱廊。后来的卡洛斯四世国王改造了该建筑，以适应18世纪的潮流风格，他用緙織壁毯、瓷器和時鐘等家具进行了华丽装饰。
在西班牙内战期间，它遭受了严重的破坏。1958年3月25日至10月12日间，建筑师迭戈·门德斯主持了重建任务，让宫殿门廊和花园重现了17世纪的风格。总修缮费用共计约4千万比塞塔。

## 王宫
自1962年5月结婚以来，胡安·卡洛斯一世国王和索菲亚王后就一直生活在这里。1975年11月佛朗哥将军逝世后，国王将蒙克洛亞宮指定为首相住所，萨苏埃拉宫为皇室住所。而位于马德里市中心的马德里王宫，是国王的正式官邸，仅在重要场合时使用。
2002年夏天，費利佩六世入住了萨苏埃拉宫。